# エコマーク
エコマークは、環境保全に役立ち、環境への負荷が少ない商品のための目印である。環境ラベリング制度のひとつ。

## 概要
- 消費者が、暮らしと環境との関係について考えたり、環境に配慮された商品を選ぶための目安として役立てられることを目的としている。
- このマークは、環境省所管の財団法人日本環境協会によって1989年に制定された。現在は、国際標準化機構（ISO）環境ラベル表示のType1として運営されている。使用するには、協会の認定及び契約が必要となる。また、エコマークは、財団法人日本環境協会の登録商標でもある。
- グリーンマーク運動を実施していた時期は、ノートをはじめとした対象の文房具などにグリーンマークと共に記載されていた。

## 商品類型
生活・事務用品に限らず、産業用資材やサービスに対しても認定される。
- 日用品・家庭用品／ファッション・小物
- OA機器・サプライ／文具・事務用品
- 家電／家具・インテリア
- 土木建築資材・設備
- 業務用資材・DIY／容器包装／その他
- サービス